# Charles Townley
Pour les articles homonymes, voir Townley.
Charles Townley ou Towneley (1737-1805) fut un antiquaire et collectionneur anglais.
Jouissant d'une grande fortune, il l'employa à voyager en Italie et en Grèce et à acquérir une célèbre collection d'antiquité, connue sous le nom de marbres Towneley. Il la déposa dans une maison de Londres spécialement construite pour la recevoir, et où il mourut. 
Elle fut acquise par le British Museum en 1805 auprès de ses descendants, et en forme encore aujourd'hui le cœur de ses collections gréco-romaines.